# Сигурд Воспитанник Маркуса
Сигурд Воспитанник Маркуса (Сигурд Сигурдссон; др.-сканд. Sigurd Markusfostre или Sigurd Sigurdsson; ок. 1155 — 29 сентября 1163) — претендент на норвежский королевский престол (1162—1163), объявивший себя сыном короля Сигурда Мунна (1136—1155) и братом короля Хакона Широкоплечего (1157—1162).

## Биография
Сигурд Сигурдссон был сводным братом Хакона Широкоплечего, его воспитателем был Маркус из Скога (Рингсакер). В 1162 году король Хакон Широкоплечий погиб в битве с ярлом Эрлингом Скакке (Кривым). Сторонники погибшего Хакона во главе с ярлом Сигурдом из Рейра объявили Сигурда королём в Оппланне. Но им была подчинена только небольшая часть государства. Мятежники разделили имевшееся у них войско на две части. Конунг Сигурд и его воспитатель Маркус находились в безопасном месте, а ярл Сигурд со своим отрядом совершал набеги на Оппланн и Викен, собирая деньги и продовольствие. Бонды (крестьяне) Викена, симпатизирующие ярлу Эрлингу Скакке, на тингах осудили людей ярла Сигурда, как живых, так и мертвых.
Ярл Эрлинг Скакке, отец короля Магнуса, собрав силы, разбил весь отряд ярла Сигурда в битве при Ре. В бою был убит и сам ярл Сигурд из Рейра. Узнав об этом, конунг Сигурд и Маркус бежали вначале на остров Хисинг, а оттуда вглубь материка, сначала в Оппланн, а потом в Тронхейм, где местные жители на эйратинге провозгласили Сигурда конунгом. Собрав все положенные конунгу подати на побережье, Сигурд и Магнус в начале лета 1163 года отправились в Берген, но по пути наткнулись на значительно превосходящий их по мощи флот Николаса Сигурдссона. Небольшая дружина Сигурда рассеялась, а сам он вместе с Маркусом укрылся на острове Скарпа. Здесь их поймали люди Эрлинга и отвезли в Берген. 29 сентября 1163 года оба они были казнены: Сигурду отрубили голову, а Маркуса из Скога повесили.